# Campeonato Argentino de Futebol Feminino

Logo da Liga Prosfesional Feminino

O Campeonato Argentino de Futebol Feminino (Primera División A, como é conhecida na Argentina) é a principal competição da Argentina de futebol feminino. O torneio é organizado pela Associação do Futebol Argentino (AFA) e garante a equipe vencedora uma vaga na Copa Libertadores da América..  A competição foi conhecida como "Campeonato de Fútbol Femenino" de 1991 até 2016, quando uma segunda divisão ("Primera B") foi criada, então o campeonato foi renomeado para "Primera A" por representar o primeiro nível da pirâmide do futebol feminino argentino. O Boca Juniors, com 24 títulos, é o maior campeão deste torneio que é organizado anualmente desde 1991.

## Historia
Em 27 de outubro de 1991, com oito times participantes, River Plate, Boca Juniors, Excursionistas, Independiente, Yupanqui, Deportivo Español, Deportivo Laferrere e Sacachispas, tivemos o pontapé inicial do primeiro Campeonato de Fútbol Femenino Argentino. Em 15 de dezembro do mesmo ano, depois de sete rodadas disputadas, o River Plate sagrou-se o primeiro campeão do futebol feminino argentino. No ano seguinte, o Boca Juniors com um ponto a mais que o River Plate levantaria seu primeiro da categoria. De 1993 a 1997, o troféu ficaria para o River Plate e os vices com o Boca Juniors. Tudo isso mudaria nas cinco próximas edições, de 1998 a 2001–02, onde o Boca Juniors mostraria amplo domínio e levantaria seu pentacampeonato, tendo como vices, o River Plate (4 vezes) e o Independiente (1 vez). Os dois torneios da temporada de 2002–03 foram vencidos pelo River Plate, e nas duas ocasiões, o Independiente foi seu vice. Da temporada de 2003–04 a 2007–08, tivemos um total de 10 torneios (5 Apertura e 5 Clausura), e o Boca Juniors levou todos, e teve como vices, o River Plate (4 vezes) e o San Lorenzo de Almagro (6 vezes). Na temporada de 2008–09, após anos de hegemonia do Boca Juniors e River Plate, o San Lorenzo de Almagro venceu o Apertura de 2008, no entanto, o segundo torneio da temporada, voltou a ficar com o River Plate. Na temporada seguinte, novamente Boca Juniors e River Plate foram seus campeões. O Boca Juniors também seria campeão dos dos torneios da temporada de 2010–11 (Apertura de 2010 e Clausura de 2011) e do primeiro torneio da temporada seguinte (Apertura de 2011). No segundo torneio da temporada de 2011–12, o Clausura de 2012, tivemos mais uma vez um campeão inédito, o UAI Urquiza. Na temporada de 2012–13, o Boca Juniors voltaria a levantar os dois últimos troféus da era dos torneios Apertura e Clausura do futebol feminino argentino. O torneio Inicial de 2013 e o torneio Final de 2014 foram os dois torneios da temporada de 2013–14, o primeiro foi vencido pelo Boca Juniors e o segundo pelo UAI Urquiza. Em 2015, teve apenas um torneio no ano, e o mesmo foi conquistado pelo San Lorenzo de Almagro, seu segundo título na divisão feminina.
Em 2016 com a criação da segunda divisão feminina ("Primera División B"), o torneio principal, até então chamado de "Campeonato de Fútbol Femenino Argentino", passou a ser conhecido como "Campeonato de Fútbol Femenino de Primera División “A”" ou simplesmente "Primera División A". A primeira edição da nova "Primera A" foi vencida pelo UAI Urquiza. A temporada de 2016–17 foi vencida pelo River Plate e as de 2017–18 e 2018–19 pelo UAI Urquiza.
Em 16 de março de 2019, a a Associação do Futebol Argentino (AFA) anunciou o início do profissionalismo da liga de futebol feminino. A edição de 2019–20 foi a primeira da era profissional da "Primera A Femenina", no entanto, o torneio foi suspenso e posteriormente cancelado pela AFA devido à pandemia de COVID-19.
Em 19 de janeiro de 2021, o Boca Juniors goleou por 7–0 o River Plate na decisão do Torneo Transición de 2020–21 do futebol feminino e sagrou-se o primeiro campeão da era profissional na Argentina.

## Edições
Abaixo está a lista das equipes campeãs da primeira divisão do futebol feminino:
| Temporada                                                    | Temporada                     | Campeão                                 | Vice-campeão                            |
| Campeonato de Fútbol Femenino                                | Campeonato de Fútbol Femenino | Campeonato de Fútbol Femenino           | Campeonato de Fútbol Femenino           |
| ------------------------------------------------------------ | ----------------------------- | --------------------------------------- | --------------------------------------- |
| 1991                                                         | 1991                          | River Plate                             | Boca Juniors                            |
| 1992                                                         | 1992                          | Boca Juniors                            | River Plate                             |
| 1993                                                         | 1993                          | River Plate                             | Boca Juniors                            |
| 1994                                                         | 1994                          | River Plate                             | Boca Juniors                            |
| 1995                                                         | 1995                          | River Plate                             | Boca Juniors                            |
| 1996                                                         | 1996                          | River Plate                             | Boca Juniors                            |
| 1997                                                         | 1997                          | River Plate                             | Boca Juniors                            |
| 1998                                                         | 1998                          | Boca Juniors                            | River Plate                             |
| 1999                                                         | 1999                          | Boca Juniors                            | River Plate                             |
| 2000                                                         | 2000                          | Boca Juniors                            | River Plate                             |
| Campeonato de Fútbol Femenino (Torneios Apertura e Clausura) |                               |                                         |                                         |
| 2001–02                                                      | Apertura                      | Boca Juniors                            | River Plate                             |
| 2001–02                                                      | Clausura                      | Boca Juniors                            | River Plate                             |
| 2002–03                                                      | Apertura                      | River Plate                             | Boca Juniors                            |
| 2002–03                                                      | Clausura                      | River Plate                             | Boca Juniors                            |
| 2003–04                                                      | Apertura                      | Boca Juniors                            | River Plate                             |
| 2003–04                                                      | Clausura                      | Boca Juniors                            | River Plate                             |
| 2004–05                                                      | Apertura                      | Boca Juniors                            | River Plate                             |
| 2004–05                                                      | Clausura                      | Boca Juniors                            | River Plate                             |
| 2005–06                                                      | Apertura                      | Boca Juniors                            | River Plate                             |
| 2005–06                                                      | Clausura                      | Boca Juniors                            | River Plate                             |
| 2006–07                                                      | Apertura                      | Boca Juniors                            | River Plate                             |
| 2006–07                                                      | Clausura                      | Boca Juniors                            | River Plate                             |
| 2007–08                                                      | Apertura                      | Boca Juniors                            | River Plate                             |
| 2007–08                                                      | Clausura                      | Boca Juniors                            | River Plate                             |
| 2008–09                                                      | Apertura                      | San Lorenzo                             | Boca Juniors                            |
| 2008–09                                                      | Clausura                      | River Plate                             | Boca Juniors                            |
| 2009–10                                                      | Apertura                      | Boca Juniors                            | River Plate                             |
| 2009–10                                                      | Clausura                      | River Plate                             | Boca Juniors                            |
| 2010–11                                                      | Apertura                      | Boca Juniors                            | River Plate                             |
| 2010–11                                                      | Clausura                      | Boca Juniors                            | River Plate                             |
| 2011–12                                                      | Apertura                      | Boca Juniors                            | Estudiantes                             |
| 2011–12                                                      | Clausura                      | UAI Urquiza                             | Boca Juniors                            |
| 2012–13                                                      | Apertura                      | Boca Juniors                            | River Plate                             |
| 2012–13                                                      | Clausura                      | Boca Juniors                            | UAI Urquiza                             |
| Campeonato de Fútbol Femenino (Torneios Inicial e Final)     |                               |                                         |                                         |
| 2013–14                                                      | Inicial                       | Boca Juniors                            | San Lorenzo                             |
| 2013–14                                                      | Final                         | UAI Urquiza                             | Boca Juniors                            |
| 2015                                                         | 2015                          | San Lorenzo                             | UAI Urquiza                             |
| Primera División “A”                                         |                               |                                         |                                         |
| 2016                                                         | 2016                          | UAI Urquiza                             | Boca Juniors                            |
| 2016–17                                                      | 2016–17                       | River Plate                             | Boca Juniors                            |
| 2017–18                                                      | 2017–18                       | UAI Urquiza                             | Boca Juniors                            |
| 2018–19                                                      | 2018–19                       | UAI Urquiza                             | Boca Juniors                            |
| Primera División “A” (era profissional)                      |                               |                                         |                                         |
| 2019–20                                                      | 2019–20                       | Cancelado devido à pandemia de COVID-19 | Cancelado devido à pandemia de COVID-19 |
| 2020–21                                                      | 2020–21                       | Boca Juniors                            | River Plate                             |
| 2021                                                         | Apertura                      | San Lorenzo                             | Boca Juniors                            |
| 2021                                                         | Clausura                      | Boca Juniors                            | UAI Urquiza                             |
| 2022                                                         | 2022                          | Boca Juniors                            | UAI Urquiza                             |
| 2023                                                         | 2023                          | Boca Juniors                            | Belgrano                                |

### Títulos por clube
| Clube                   | Título(s) | Vice(s) | Ano(s) dos títulos |
| ----------------------- | --------- | ------- | --- |
| Boca Juniors            | 27        | 16      | 1992, 1998, 1999, 2000, 2001–A, 2002–C, 2003–A, 2004–C, 2004–A, 2005–C, 2005–A, 2006–C, 2006–A, 2007–C, 2007–A, 2008–C, 2009–A, 2010–A, 2011–C, 2011–A, 2012–A, 2013–C, 2013, 2020, 2021-C, 2022, 2023 |
| River Plate             | 11        | 13      | 1991, 1993, 1994, 1995, 1996, 1997, 2002–A, 2003–C, 2009–C, 2010–C, 2016–17 |
| UAI Urquiza             | 5         | 4       | 2012–C, 2014, 2016, 2017–18, 2018–19 |
| San Lorenzo             | 3         | 8       | 2008–A, 2015, 2021-A |
| Independiente           | 0         | 3       | |
| Estudiantes de La Plata | 0         | 1       | |
| Belgrano                | 0         | 1       | |